# Hydro (Oklahoma)
Hydro é uma cidade  localizada no estado norte-americano de Oklahoma, no Condado de Blaine e Condado de Caddo.

## Demografia
Segundo o censo norte-americano de 2000, a sua população era de 1060 habitantes.
Em 2006, foi estimada uma população de 1037, um decréscimo de 23 (-2.2%).

## Geografia
De acordo com o United States Census Bureau tem uma área de
1,6 km², dos quais 1,6 km² cobertos por terra e 0,0 km² cobertos por água. Hydro localiza-se a aproximadamente 474 m acima do nível do mar.

## Localidades na vizinhança
O diagrama seguinte representa as localidades num raio de 28 km ao redor de Hydro.